# Роберт Халловел Річардс

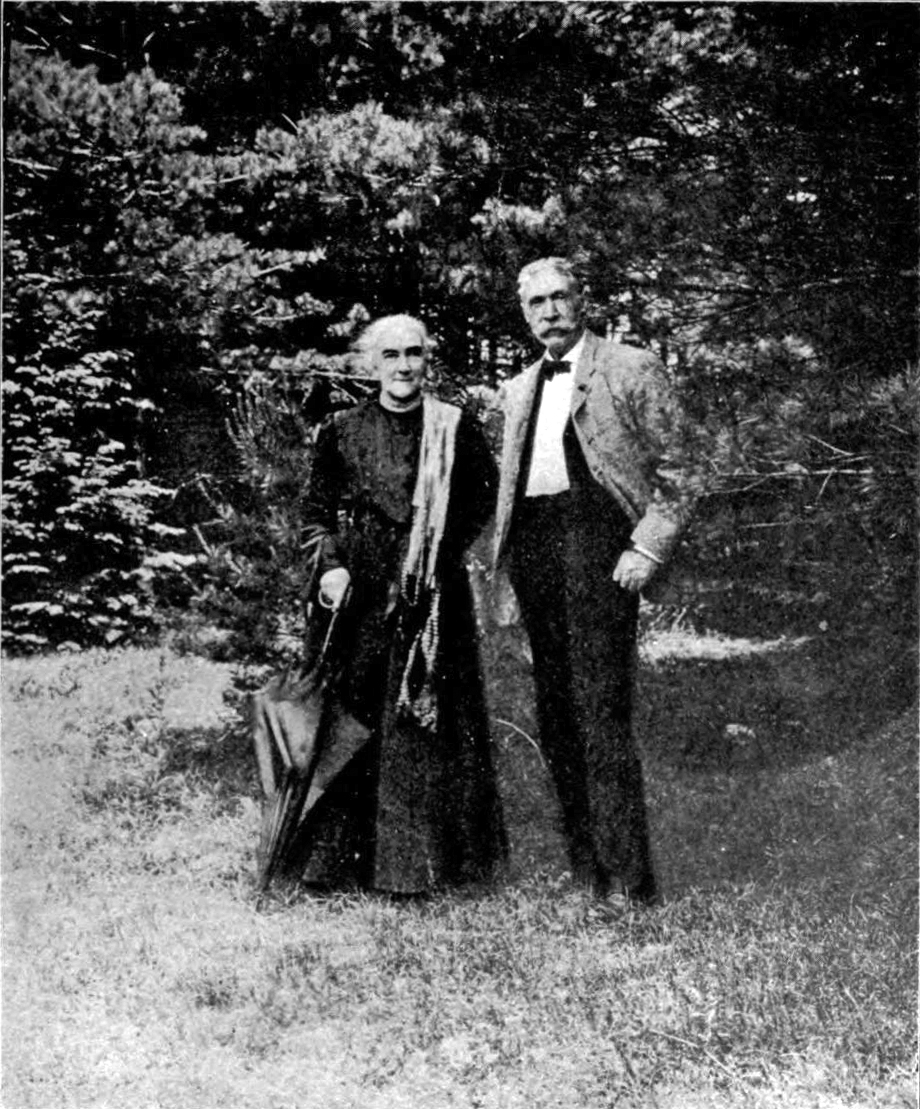
Річардс Роберт Халловел з дружиною, 1904.

Роберт Галловел Річардс (англ. Robert Hallowell Richards; 26 серпня 1844, Гардінер, Нью-Йорк, США — 27 березня 1945, Саут-Нейтік, Массачусетс, США) — засновник першої в США школи збагачення корисних копалин, організатор американської лабораторії гравітаційного збагачення, автор низки фундаментальних праць зі збагачення корисних копалин, США.

## Творча біографія
У 1868 році він закінчив Массачусетський технологічний інститут і викладав там 46 років, ставши професором мінералогії у 1871 році, завідувач кафедри гірничого машинобудування в 1873 р., а в 1884 р. професор металургії. Галузеві лабораторії, які він створив в Інституті, були першими у світі. У 1914 році вийшов на пенсію.
Річардс обіймав посаду президента Американського інституту гірничих інженерів у 1886 році.
У 1897 році він був членом пробірної комісії Сполучених Штатів і здобув популярність як юридичний експерт у хімічних і металургійних справах.

## Доробок
Роберт Халловел Річардс був автором понад 100 монографій і статей, але найвизначнішою його працею є монументальний трактат «Обробка руди» (Ore Dressing) (чотири томи, 1903—1909). Опублікував також «Підручник зі збагачення руди» (Text Book of Ore Dressing) (1909).